# Эльмисъярви
Эльмисъярви — пресноводное озеро на территории Ледмозерского сельского поселения Муезерского района Республики Карелии.

## Общие сведения
Площадь озера — 6,9 км², площадь водосборного бассейна — 27,3 км². Располагается на высоте 143,3 метров над уровнем моря.
Форма озера лопастная, продолговатая: оно вытянуто с запада на восток. Берега изрезанные, каменисто-песчаные, местами заболоченные.
Из залива на северо-восточной стороне озера вытекает безымянный водоток, который, протекая через ряд проток и озёр, впадает в озеро Нюк, из которого берёт начало река Растас, впадающая в реку Чирко-Кемь.
В озере расположено не менее шести безымянных островов различной площади.
Код объекта в государственном водном реестре — 02020000911102000005636.